# Lim Su-jeong (Schauspielerin)
Lim Su-jeong (* 11. Juli 1979 in Seoul) ist eine südkoreanische Schauspielerin und Fotomodell.

## Leben
Ende der 1990er Jahre startete Lim Su-jeong ihre Karriere als Fotomodell. Bekannt wurde sie in Südkorea, als ihr Gesicht für die Werbekampagne der südkoreanischen Version von Yahoo genutzt wurde. Ihre Schauspielkarriere begann 2001 mit einer Rolle in der KBS-Fernsehserie School 4. Für ihre Rolle der Su-mi in dem Film A Tale of Two Sisters (2003) erhielt sie mehrere Auszeichnungen. Lim etablierte sich schnell als Charakterdarstellerin. In dem Film …ing zeigte sie ihr Können durch ihre Interpretation des täglichen Lebens. Durch das Fernsehen wurde sie mit der Serie Sorry, I Love You an der Seite von So Ji-sub sehr populär.
Lim spielte in ihrer Karriere einige außergewöhnliche Figuren. In I’m a Cyborg, But That’s OK (2006) ein Mädchen, das sich für einen Cyborg hält, in Happiness eine Frau, die sich blindlings verliebt, in Kim Jong-uk Chatgi eine Frau, die nach ihrer ersten Liebe sucht, außer seinem Namen aber nichts weiter von ihm weiß. Mit dem Film Kommt Regen, kommt Sonnenschein kam eine Einladung zur Berlinale 2011.
2018 spielte sie in dem Film Mothers eine Frau, die seit dem Todes ihres Mannes alleine lebt. Eines Tages stellt ihr Schwager ihr einen 16-jährigen Jungen vor und bittet sie, sich um ihn zu kümmern, da es der Sohn ihres verstorbenen Ehemannes sei und er niemanden sonst habe, zu dem er gehen könne.

## Filmografie
- 2002: The Romantic President (피아노 치는 대통령; Piano Chineun Daetongnyeong)
- 2003: A Tale of Two Sisters (장화, 홍련; Janghwa, Hongryeon)
- 2003: …ing
- 2005: Sad Movie
- 2006: Lump Sugar (각설탕)
- 2006: I’m a Cyborg, But That’s OK
- 2007: Happiness (행복; Haengbok)
- 2009: War of the Wizards (전우치; Jeon Woochi)
- 2009: Phuket (Kurzfilm)[3]
- 2010: Kim Jong-uk Chatgi (김종욱 찾기)
- 2011: Kommt Regen, kommt Sonnenschein (사랑한다, 사랑하지 않는다; Saranghanda, Saranghaji Anneunda)
- 2012: All About My Wife (내 아내의 모든 것)
- 2015: Perfect Proposal (은밀한 유혹 Eunmilhan Yuhok)
- 2016: Time Renegade (시간이탈자 Siganitalja)
- 2017: The Table (더 테이블)
- 2018: Mothers (당신의 부탁 Dangsin-ui Butak)

### Fernsehen
- 2001: School 4 (학교4; Hakgyo 4)
- 2004: I’m Sorry, I Love You (미안하다 사랑한다 Mianhada Saranghanda)
- 2017: Chicago Typewriter (시카고 타자기 Chicago Tajagi)
- 2025: Low Life (파인: 촌뜨기들 Pain: Chunddeugideul)

### Musikvideos
- „깊은슬픔“ („Gipeunseulpeum“) von Y2K
- „미안해“ („Mianhae“) von Kim Jang-hun (김장훈)

## Auszeichnungen
Blue Dragon Awards
- 2003: Auszeichnung als Beste Weibliche Nachwuchshoffnung für A Tale of Two Sisters
- 2012: Auszeichnung als Beste Darstellerin für All About My Wife

Korean Film Awards
- 2003: Auszeichnung als Beste Weibliche Nachwuchshoffnung für A Tale of Two Sisters

Korean Association of Film Critics Awards
- 2003: Auszeichnung als Beste Weibliche Nachwuchshoffnung für A Tale of Two Sisters[4]

Busan Film Critics Awards
- 2003: Auszeichnung als Beste Weibliche Nachwuchshoffnung für A Tale of Two Sisters

Director’s Cut Awards
- 2003: Auszeichnung als Beste Weibliche Nachwuchshoffnung für A Tale of Two Sisters

Screamfest Horror Film Festival
- 2003: Auszeichnung als Beste Darstellerin für A Tale of Two Sisters

Cine21-Filmpreis
- 2003: Auszeichnung als Nachwuchsdarstellerin des Jahres

Fantasporto
- 2004: Preis für die Beste Darstellerin in einem internationalen Fantasyfilm für A Tale of Two Sisters[5]

KBS Drama Awards
- 2004: Auszeichnung als Beste Weibliche Nachwuchshoffnung für I’m Sorry, I Love You
- 2004: Netizen Award für I’m Sorry, I Love You
- 2004: Popularitätspreis für I’m Sorry, I Love You
- 2004: Beste Leinwandpaar mit So Ji-sub für I’m Sorry, I Love You

Premiere Rising Star Awards
- 2006: Auszeichnung als Beste Darstellerin für Lump Sugar